# Justicia schneideri
Justicia schneideri är en akantusväxtart som beskrevs av Emery Clarence Leonard. Justicia schneideri ingår i släktet Justicia och familjen akantusväxter. Inga underarter finns listade i Catalogue of Life.